# Fernando Melani
 Fernando Melani (* 1907 in San Piero Agliana, Italien; † 1985 in Pistoia) war ein italienischer minimalistischer Maler, Objekt- und Konzeptkünstler und Vertreter der Arte Povera in Italien.

## Leben und Werk
Fernando Melanis Interesse an der Kunst begann 1945, unmittelbar nach dem Zweiten Weltkrieg, als er zu malen begann. Seine ersten Werke sind im Stil der Maler des frühen zwanzigsten Jahrhunderts gehalten und er widmete sich der Landschaftsmalerei. Schnell begann er abstrakt zu malen.
Im Jahr 1953 veröffentlichte er Davanti alla Pittura, einen Text, der beschrieb, wie Werke der abstrakten Kunst zu verstehen sind. Im Jahr 1967 hatte er seine erste Einzelausstellung in der Galleria Numero in Mailand mit einem Katalog von Caria Lonzi.
Fernando Melani ist als Künstler ein Sonderling und eine Ausnahmeerscheinung. Als Autodidakt führte er sein einzigartiges künstlerisches Werk in der Isolation in seinem Haus und Studio in der Corso Gramsci in Pistoia von 1945 bis 1985 aus und gestaltete das Haus als Gesamtkunstwerk. In den 1970er Jahren baute und gestaltete er die ersten Etage seines Hauses mit Wohnzimmer, in den Jahren 1980 bis 1981 befasste er sich mit der Arbeit Bucati, dem Bibliothekszimmer. Die Wände und Decken sind mit Drähten und verschiedensten Materialien gestaltet und seine Bilder sind im gesamten Haus verteilt.
Seine besondere Tätigkeit bestand in der Erprobung von Materialien und theoretischen Überlegungen, die in vielen schriftlichen Dokumenten hinterlegt sind.
Im Jahr 1972 war er mit einigen Arbeiten Teilnehmer der Documenta 5 in Kassel in der Abteilung Individuelle Mythologien.
Im Jahr 1990 wurde eine große Retrospektive seiner Arbeiten im Palazzo Fabroni in Pistoia gezeigt.